# إيك ماكاولي
إيك ماكاولي (بالإنجليزية: Ike McAuley)‏ هو لاعب كرة قاعدة أمريكي، ولد في 19 أغسطس 1891 في ويتشيتا في الولايات المتحدة، وتوفي في 6 أبريل 1928 في دي موين في الولايات المتحدة.

## وصلات خارجية
- إيك ماكاولي على موقعبيزبول رفرنس.كوم (الدوري الرئيسي) (الإنجليزية)
- إيك ماكاولي على موقعبيزبول رفرنس.كوم (الدوري الثانوي) (الإنجليزية)